# NGC 3038
NGC 3038 (другие обозначения — ESO 374-2, MCG −5-24-1, AM 0949-323, PGC 28376) — спиральная галактика (Sb) в созвездии Насоса. Открыта Льюисом Свифтом в 1886 году.
Галактика имеет флоккулентную спиральную структуру. При её декомпозиции — выделении в ней балджа, диска и других компонент — приходится использовать модель с дополнительным диском, который объясняет излучение из области вокруг балджа, в противном случае балдж в модели оказывается неправдоподобно большим. NGC 3038 относится к галактикам с высокой поверхностной яркостью и имеет звёздную массу 7,58⋅108 M⊙, а массу газа — 2,77⋅108 M⊙.
Этот объект входит в число перечисленных в оригинальной редакции «Нового общего каталога».
Галактика NGC 3038 входит в состав группы галактик NGC 3038. Помимо NGC 3038 в группу также входят NGC 3087, NGC 3120, IC 2532, ESO 373-21 и ESO 373-26.